# 格林貝格山 (上奧地利前阿爾卑斯山脈)
47°53′59″N 13°49′8″E / 47.89972°N 13.81889°E

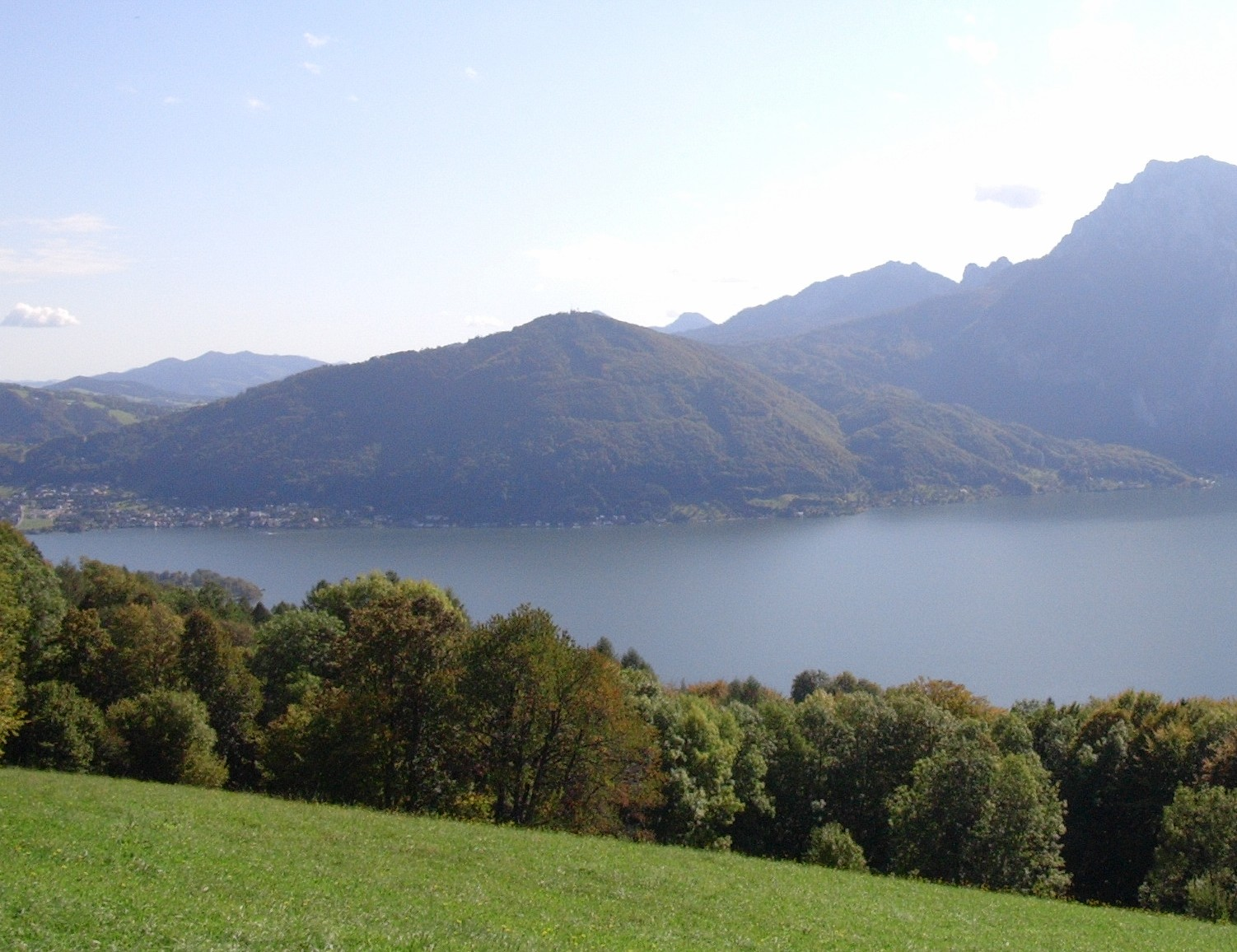

格林貝格山（德語：Grünberg），是奧地利的山峰，位於該國北部，由上奧地利州負責管轄，屬於上奧地利前阿爾卑斯山脈的一部分，海拔高度984米，每年平均降雨量1,801毫米。